# Augusto Frederico de Lacerda
Augusto Frederico de Lacerda (Valença, 14 de março de 1836 — Salvador, 1931) foi um engenheiro brasileiro. Dentre os seus trabalhos destaca-se o Elevador Lacerda, uma das principais atrações turísticas de Salvador. É avô do pianista, maestro e compositor Carlos Alberto Lacerda.

## Biografia
Nasceu Augusto de Lacerda em Valença, cidade do Recôncavo baiano, quando esta ainda era vila. O desenvolvimento industrial da cidade fez acelerar o processo de crescimento e a consequente emancipação política.
Augusto foi o primeiro engenheiro nascido na Bahia, tendo se formado nos Estados Unidos em 1856. Pouco tempo depois, em 1858, assumiu a direção da Fábrica de Tecidos Todos os Santos, co-proprietário com o irmão Antônio de Lacerda e com o pai, Antônio Francisco de Lacerda.
Tendo o pai e o irmão como capitalistas, proprietários da firma "Antônio de Lacerda e Cia", encetou a construção do Elevador que leva o nome da família, inaugurado em 8 de dezembro de 1873. Além deste empreendimento, Augusto foi o responsável pela instalação da linha de bonde urbano que ligava o Farol da Barra ao centro da capital baiana.
Foi comendador da Imperial Ordem da Rosa.
Casou-se, em Primeiras Núpcias, com a norte-americana Helen Agnes Kendrick, falecida em 1863, com quem teve dois filhos.
Casou-se, em Segundas Núpcias, com Ubaldina Pedroso do Amaral, com quem teve oito filhos. Concomitantemente, ligou-se a Euflozina Maria do Desterro, com quem teve onze filhos, a saber: Alfredo, Augusto, Arthur, Carlos, Luis, Euflosina, Leonor, Estela, Amália, Filomena e Cândida.